# Räven och druvorna

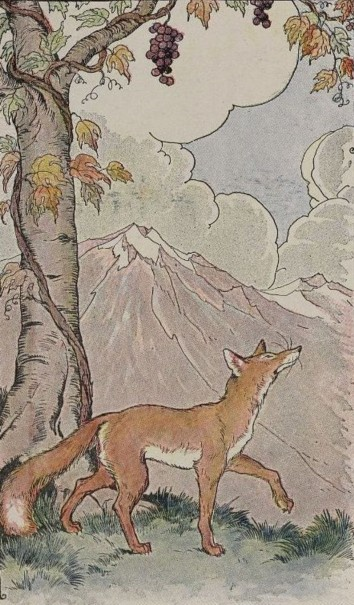
Räven och druvorna, illustrerad av Milo Winter 1919

Räven och druvorna är en av Aisopos fabler. En räv misslyckas att nå druvor som hänger högt upp på en vinranka. Räven förklarar sedan att den inte vill ha druvorna eftersom de nog inte är mogna, men istället är sura.
Sensmoralen i berättelsen är att det är lätt att ringakta något man inte kan få med en nutida betydelse att då man misslyckats med något man föresatt sig, bortförklarar sitt tidigare engagemang för frågan med att man egentligen inte alls var intresserad från början (trots att det är uppenbart för alla inblandade att så inte är fallet).
Sagan är ett exempel på kognitiv dissonans.

## Räven och druvorna som svenskt ordspråk
Fabeln har gett upphov till det svenska ordspråket "Surt sa räven om rönnbären" eller ibland bara "Surt sa räven". Bakgrunden till talesättet är ett översättningsfel där grekiskans ord för räv (αλεπού) och druvor (αμπέλου) utgör en allitteration då båda börjar på ett a-ljud. I översättningen prioriterades alliterattionen i räv och rönnbär högre än noggrannheten att återge rätt bär; därmed förlorades även fabelns sensmoral då rönnbär faktiskt är sura. Detta förklarar varför ordspråket om räven och rönnbären endast finns på svenska och finska (via den svenska översättningen).[källa behövs]